# مویی اینترستانته

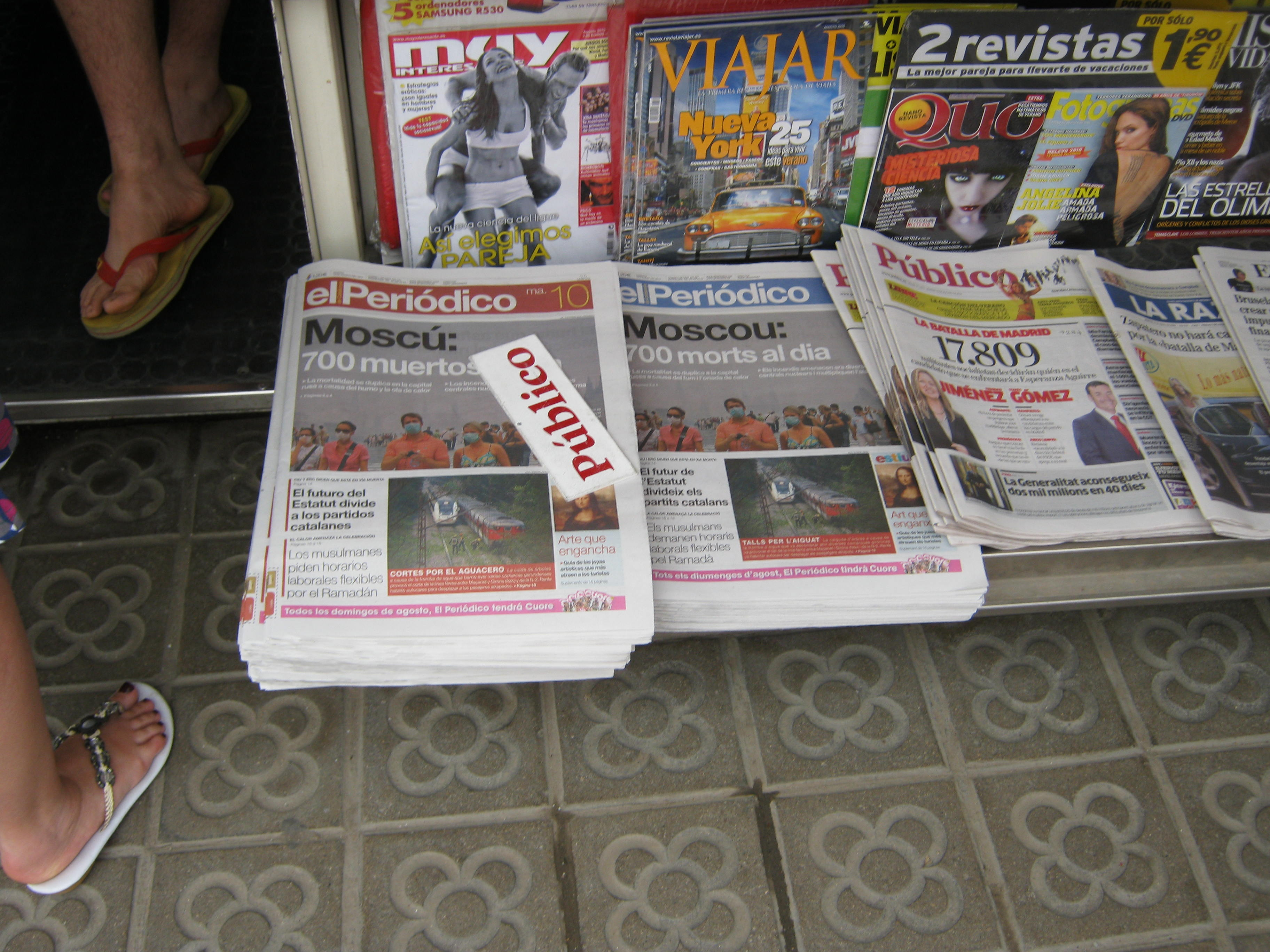
ماه نامه

مویی اینترستانته (به اسپانیایی:Muy Interesante) به معنی بسیار جالب نام ماهنامه‌ای اسپانیایی دربارهٔ علوم عام پسند است .موضوعات آن واقعیت ها جالب و وقایع اخیر مانند ظهور و پیشرفت نانوتکنولوژی ٫ اختراعات و پژوهش های جدید و واقعیت های تاریخی است.همچنین این مجله با داشتن جواز در مکزیک ٫ آرژانتین ٫ کلمبیا ٫ برزیل ٫ پرتغال و شیلی نیز چاپ می‌شود.آدرس اینترنتی مجله در زیر در پیوندها به بیرون آمده است.

## نکته‌ها
- در این مجله اشاره‌های بسیاری به پارسیان و ایرانیان شده و می‌شود.
- در شماره ۳۰۰ این مجله برای ۲۵ سالگرد مجله مقاله‌ای ۵ صفحه‌ای درباره ویکی‌پدیا به همراه مصاحبه‌ای با جیمی ولز چاپ کرد.

## پیوندها به بیرون
- http://www.muyinteresante.es/